# Umbria Jazz
(Herbie Hancock)
Umbria Jazz (abbreviato UJ) è il più importante festival musicale jazzistico italiano e uno dei più importanti e rinomati al mondo. Fondato nel 1973 da Carlo Pagnotta, il Festival ha luogo annualmente a Perugia nel mese di luglio.
Dalla felice esperienza dell'evento di Perugia, negli anni sono nate altre due principali ramificazioni legate al brand e al know-how Umbria Jazz: Umbria Jazz Winter (a Orvieto) e Umbria Jazz Weekend (a Terni).

## Storia

### Le origini
Nei primi anni 50 a Perugia un piccolo gruppo di appassionati di jazz capitani dal commerciante perugino Carlo Pagnotta, diede vita all' Hot Club, una rassegna jazz di cui rimasero storici i concerti di Louis Armstrong nel 1955 al Teatro Morlacchi e di Chet Baker nel 1956 alla Sala dei Notari. Sulla scia della positiva risposta all'Hot Club, Carlo Pagnotta ebbe l'intuizione e la visione di organizzare un evento in grado di unire all'urgenza culturale di dare spazio a nomi internazionali del jazz, la possibilità di creare un indotto turistico cittadino e regionale.
Con la collaborazione di Alberto Alberti, all'epoca uno dei maggiori manager e promoter jazz in Italia, venne stilato il programma della prima edizione di Umbria Jazz che da subito propone una formula innovativa: i concerti sono tutti ad accesso gratuito, le piazze e le vie delle città diventano luoghi di musica.
Il 23 agosto 1973 andò in scena così il primo concerto di Umbria Jazz, nel teatro naturale di Villalago, Piediluco, frazione di Terni. Il programma prevedeva gli Aktuala e l'orchestra di Thad Jones e Mel Lewis. La prima edizione aveva in programma altre tre serate, due a Perugia e una a Gubbio, ma quest'ultima venne cancellata causa maltempo. Piazza IV Novembre a Perugia ospitò l'esordio italiano dei Weather Report, la discussa performance free-esoterica della Solar Arkestra di Sun Ra, l'astro nascente Dee Dee Bridgewater e il concerto dei Perigeo, noto gruppo jazz-prog italiano.
Nonostante la macchina organizzativa fosse stata messa in moto in pochi mesi, la prima edizione di Umbria Jazz registrò un notevole successo di consensi da parte di pubblico e critica. Umbria Jazz aveva lanciato l'Umbria come approdo di un turismo giovane e di massa, dando l'immagine di una regione dinamica e proiettata verso il futuro. Il successo si ebbe, inoltre, grazie ad una sinergia di intenti sposati altresì dalla neonata Regione Umbria e nello specifico dalla figura di Alberto Provantini, al tempo assessore regionale al turismo.

### Le difficoltà e la sospensione (la fine degli anni '70)

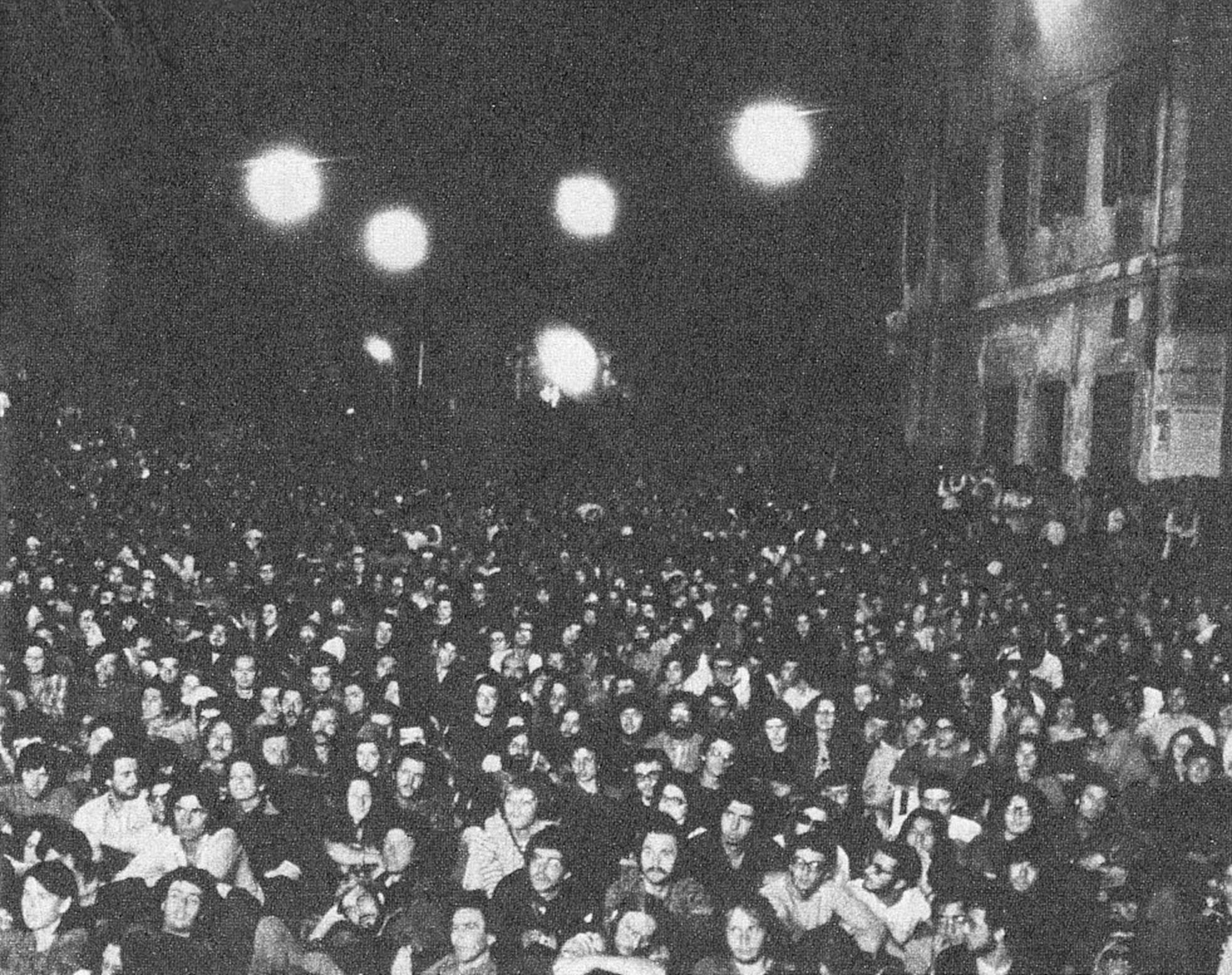
Un concerto dal vivo all'edizione 1975

La popolarità nazionale di Umbria Jazz arriva nel 1974, quando migliaia di giovani si riversano a Perugia da Misano Adriatico, delusi dall'annullamento di un festival che si sarebbe dovuto tenere al Circuito Internazionale Santamonica e che veniva considerato la risposta italiana a Woodstock.
L'affollamento delle città e delle piazze umbre nei giorni di Umbria Jazz provocò qualche difficoltà: emblematico l'episodio con l'orchestra di Count Basie che rimase bloccata nell'ingorgo degli spettatori.
Quella del 1976 fu un'edizione spartiacque per la storia di Umbria Jazz. La forte politicizzazione degli anni settanta coinvolse anche il festival: una parte del pubblico fischiò Chet Baker, Stan Getz e Franco Ambrosetti, considerati borghesi e disimpegnati. Altrettanto acceso, ovviamente, fu il confronto fra le forze politiche locali e negli ambienti culturali. Le forze dell'ordine cingevano il perimetro dell'area festival e dunque della città.
In un clima estremamente pesante e complesso per il Paese, gli organizzatori decidono di annullare l'edizione del 1977. Dopo molte polemiche, nel 1978 si tornò a riorganizzare il festival, con una formula che cercava di limitare l'afflusso di spettatori, dividendoli in due concerti ogni sera in due città diverse. Il festival divenne però poco gestibile. Tali misure si rivelarono insufficienti e l'ingovernabilità della situazione ebbe come diretta conseguenza l'interruzione del Festival per tre anni, dal 1979 al 1981.

### La riapertura (1982)

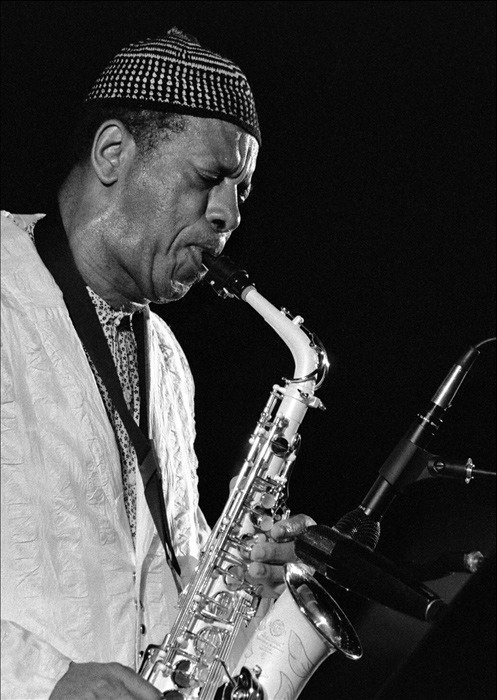
Ornette Coleman

Contro ogni aspettativa, la manifestazione rinasce nel 1982. La nuova era di Umbria Jazz porta con sé dei cambiamenti notevoli, in primis nell'assetto organizzativo: gli enti regionali e di promozione turistica escono di scena e in primi tempi si fece riferimento alla struttura dell'ARCI, una realtà associativa all'epoca molto attiva in Umbria. Nel 1985 nasce l'Associazione Umbria Jazz, che si occuperà di gestire e organizzare il Festival fino al 2009.
Le trasformazioni in Umbria Jazz investono anche gli elementi strutturali che costituiscono la formula del festival: la veste itinerante e gratuita lascia spazio ad un festival che si svolge quasi totalmente a Perugia - tranne alcune sporadiche eccezioni per determinati eventi - e che introduce il biglietto di ingresso per accedere a parte degli eventi. L'edizione del 1982 si tiene in un tendone da circo a Pian di Massiano, una zona di Perugia relativamente periferica rispetto al centro storico: una scelta che conserva traccia dei disagi degli anni '70. I concerti serali si tenevano ai Giardini del Frontone; tra gli artisti che solcarono il palco di Umbria Jazz in questi anni si possono citare nomi come Sonny Rollins, Randy Crawford, Michel Petrucciani, Phil Collins, Al Jarreau e Keith Jarrett.
Molte le location che in questi anni andarono ad alternarsi edizione dopo edizione: dal settecentesco Teatro del Pavone (Sarah Vaughan, 1984), alla duecentesca chiesa di San Francesco al Prato (ad esempio Gil Evans, Carmen McRae, la Liberation Music Orchestra), dalla Cattedrale di San Lorenzo alla basilica di San Pietro (Jan Garbarek e Hilliard Ensemble per il progetto Officium) fino allo stadio Renato Curi (Miles Davis, The Manhattan Transfer, Sting e Gil Evans nel 1987).
Nel 1991 vennero organizzate alcune giornate di concerti anche a Fano, con il nome di Umbria Jazz by the Sea. Il successo generato da questo esperimento ha ispirato la nascita nel 1993 del festival Fano Jazz by the Sea. Nel 1997 l'atteso concerto di Eric Clapton viene spostato a Villa Fidelia di Spello.

### La formula attuale (2003 - oggi)
Nei suoi tratti generali l'attuale formula prende forma a partire dal 2003 ed è stata consolidata, aggiornata e migliorata con il passare delle edizioni. Il crescente successo della fase più recente di Umbria Jazz si deve anche a questa formula che al suo esordio fu definita dei “tre festival in uno”, per descrivere tre diverse angolazioni, sia ambientali che artistiche, che nella loro sintesi restituiscono la complessità e la storia di una manifestazione con alle spalle una vita di mezzo secolo.

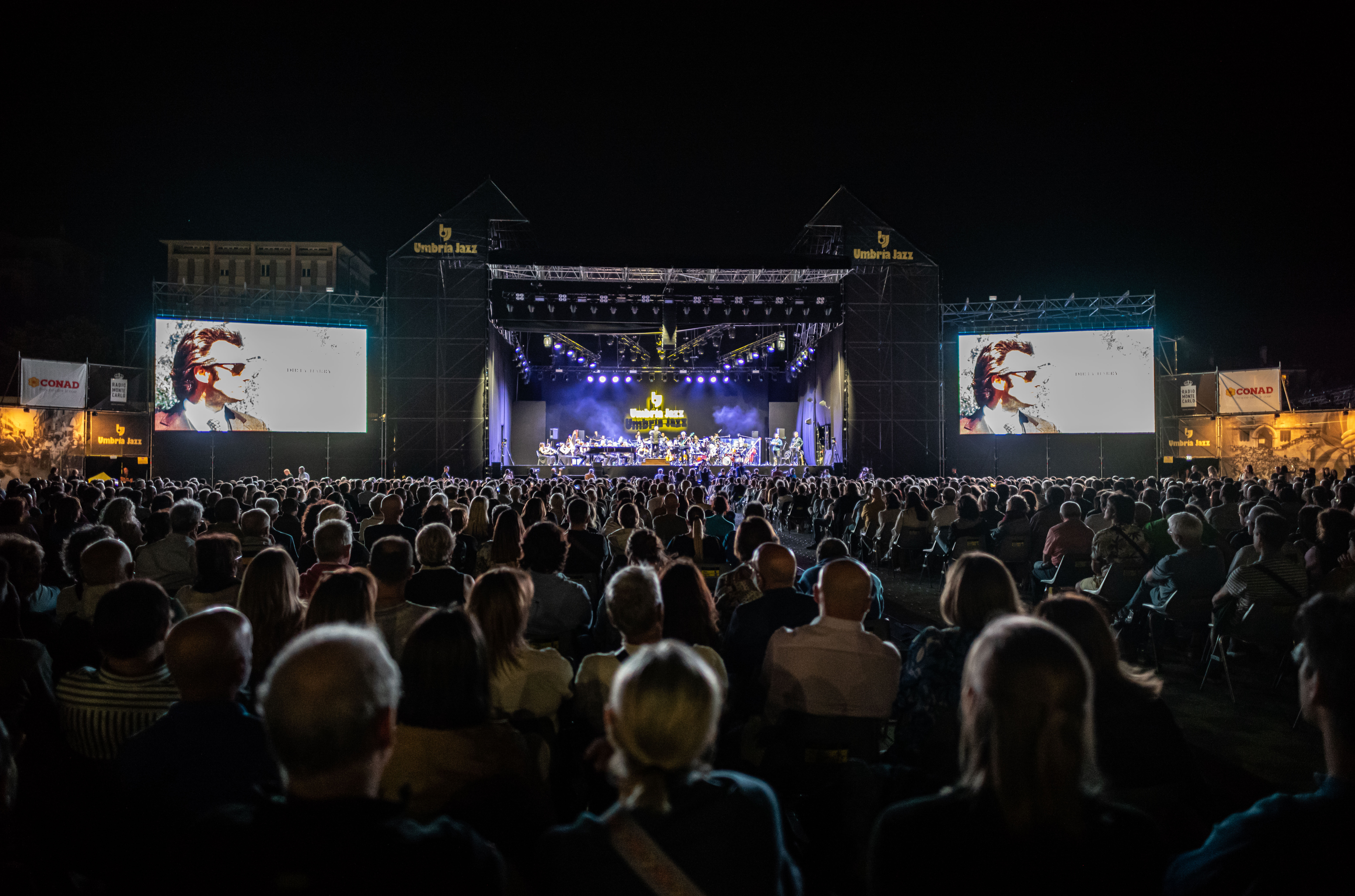
Il pubblico di Umbria Jazz durante un concerto all'Arena Santa Giuliana (2023)

Il primo festival è quello dell’Arena Santa Giuliana, dove sono ospitati i grandi eventi, di jazz ma non solo, che richiamano il pubblico più numeroso. L’Arena nel cuore della città viene allestita come un confortevole teatro open air. Su questo palco sono saliti artisti come: Ornette Coleman, Van Morrison, B.B. King, Enrico Rava, Paolo Fresu, Bobby McFerrin, Earth, Wind & Fire, James Brown, Eric Clapton, Santana, Prince, Lady Gaga, Tony Bennet, R.E.M., Sting, Tom Jones, Elton John, Bob Dylan, Lauryn Hill, Ben Harper, Joe Bonamassa, Jeff Back, King Crimson, David Byrne, Thom Yorke, Michel Camilo, Chick Corea, Stefano Bollani, Herbie Hancock, Nile Rodgers e molti altri nomi rilevanti del panorama musicale internazionale.
Nell'Arena Santa Giuliana oltre al Main Stage è presente un secondo palco, il Restaurant Stage, di dimensioni contenute, posto generalmente nell'area dedicata alla ristorazione e che usualmente ospita una residenza di uno o più artisti, per lo più esordienti. Negli ultimi anni hanno fatto parte della programmazione del Restaurant Stage i seguenti artisti: Francesca Tandoi, Stefano Senni, Koku Gonza, J.P. Bimeni & The Blackbelts, Accordi Disaccordi, Ray Gelato & The Giants, Mwenso & The Shakes, Ranky Tanky.
Il secondo festival è quello del Teatro Morlacchi, riservato al jazz e agli amanti del genere, che nella dimensione raccolta e con l’acustica del teatro trovano uno spazio di ascolto ideale.

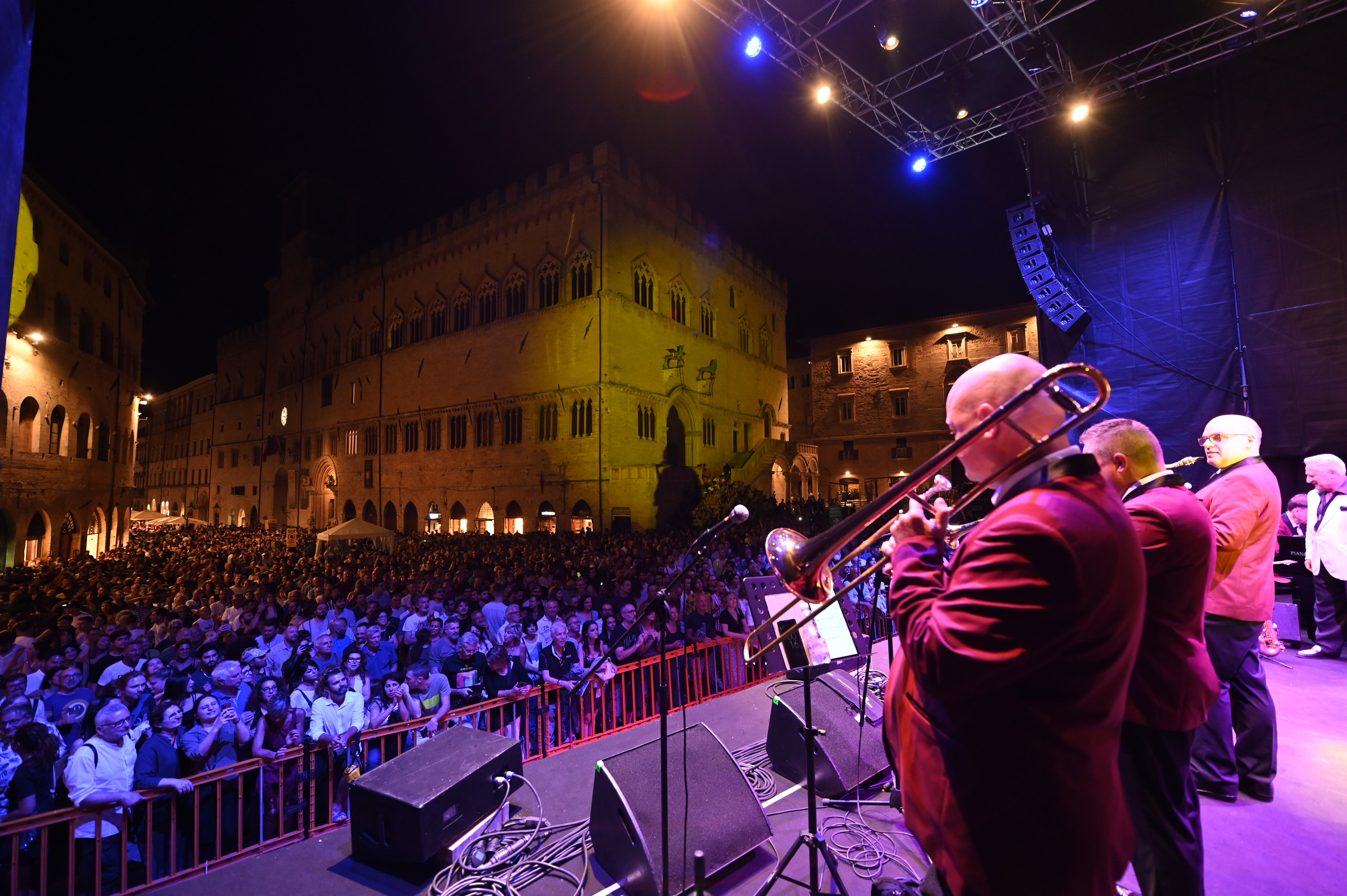
Piazza IV Novembre durante un concerto a Umbria Jazz 2023

Una nicchia particolare, in questo contesto, è quella della Galleria Nazionale dell’Umbria, contenitore della più preziosa collezione d’arte dell’Umbria, in cui trovano una perfetta ambientazione le proposte maggiormente legate alle formulazioni più pure del jazz.
Il terzo festival è quello delle piazze, dunque all’aperto e gratuito. A Piazza IV Novembre, presente in ogni edizione del Festival a partire dalla prima, si sono poi aggiunti come venue fissa anche i Giardini Carducci. Di anno in anno a queste due location principali se ne affiancano diverse altre, sempre nel centro storico di Perugia.
Altri due punti cruciali su cui verte la formula odierna di Umbria Jazz sono la presenza costante di una marchin' band, nel puro rispetto della tradizione musicale e jazzistica di matrice New Orleans, e le jam session notturne con una “house band” alla quale possono aggiungersi altri musicisti in quello che è un rito del jazz di ogni epoca.
Dal 2019 Umbria Jazz ha dato vita a UJ4KIDS, una sezione della programmazione dedicata ai più piccoli e alle loro famiglie con eventi legati alla cultura e all'educazione musicale. Durante Umbria Jazz è possibile trovare in tutto il centro storico di Perugia artisti di strada (buskers) e jam session.
A causa della Pandemia di COVID-19 l'edizione del 2020 non ha avuto luogo.
Nel 2022 Umbria Jazz viene citato in una puntata de I Simpson (S33 E17).
Nel 2023 il Festival di Perugia ha festeggiato il suo cinquantesimo anniversario e per l'occasione sono state realizzate diverse iniziative eccezionali:
- Mostra fotografica "Umbria Jazz 1973 - 2023" presso Galleria Nazionale dell'Umbria. Da questa mostra, la casa editrice Skira ha editato e pubblicato un catalogo;
- Poste Italiane ha rilasciato dal 7 luglio 2023, un francobollo celebrativo[7] raffigurante l'opera realizzata dall'artista David Tremlett per il manifesto ufficiale dell'edizione;
- Il 6 luglio 2023 la Banda musicale dell'Arma dei Carabinieri ha suonato in Piazza IV Novembre a Perugia per una anteprima celebrativa dell'edizione del 50º anniversario.

## La collaborazione con il Berklee College of Music di Boston
Dal 1987 la collaborazione tra il prestigioso Berklee College of Music di Boston e Umbria Jazz offre un corso intensivo per giovani musicisti che ha coinvolto, in più di 35 anni, oltre 6000 studenti provenienti da tutto il mondo. Il programma riunisce a Perugia, ogni anno, circa 200 giovani in un’esperienza di apprendimento condivisa.
Berklee at Umbria Jazz Clinics concentra in dodici giorni, in concomitanza al periodo in cui ha luogo Umbria Jazz, un fitto programma, completo di sessioni teoriche e pratiche, rivolto a musicisti under 30 e supportato dai docenti del Berklee College of Music di Boston, leader mondiale nella formazione musicale.

## Umbria Jazz Winter
Umbria Jazz Winter è un rinomato festival italiano dedicato alla musica jazz, e alle sue derivazioni, che si svolge ogni anno a Orvieto nella settimana di Capodanno dal 1993. Questo evento, la cui prima edizione si è svolta dal 28 dicembre 1993 al 2 gennaio 1994, si tiene in alcune location disseminate nel suggestivo centro storico di Orvieto e rappresenta un'importante appendice invernale del più ampio Umbria Jazz.
Il festival ha avuto inizio con l'obiettivo di offrire agli appassionati di jazz un'esperienza unica durante la stagione invernale. Nel corso degli anni, Umbria Jazz Winter ha consolidato la sua reputazione come uno dei principali eventi jazz invernali in Europa, attirando artisti di fama internazionale e appassionati provenienti da tutto il mondo.
Nel corso delle sue edizioni, Umbria Jazz Winter ha ospitato esibizioni di alcuni dei più grandi nomi del panorama jazz, contribuendo così a diffondere la cultura musicale e a promuovere la città di Orvieto come destinazione di riferimento per gli amanti del genere. Per citare alcuni dei rinomati ospiti che negli anni sono saliti sul palco di Umbria Jazz Winter: Roy Hargrove, Bill Frisell, Jon Batiste, Jan Garbarek, John Surman, Enrico Rava, David Murray, Jim Hall, Joe Zawinul, Richard Galliano, Joe Lovano e molti altri.
La sua importanza nella scena jazz internazionale è testimoniata dalla partecipazione costante di artisti di calibro mondiale e dall'affluenza di un pubblico appassionato e sempre crescente. Attrattiva peculiare del festival è da sempre la presenza in cartellone anche di formazioni gospel, genere a cui Umbria Jazz Winter ha dedicato negli anni un costante rilievo.
A causa della Pandemia di COVID-19 l'edizione del 2020 non ha avuto luogo. Nel 2023 Umbria Jazz Winter festeggia la sua trentesima edizione e per l'occasione è stato realizzato, come per l'edizione del 50º anniversario di Umbria Jazz, un francobollo celebrativo raffigurante l'opera realizzata dall'artista David Tremlett per il manifesto ufficiale dell'edizione.

## La Fondazione di Partecipazione Umbria Jazz
Nel 2009 viene istituita la Fondazione di Partecipazione Umbria Jazz, promossa con legge regionale del 19 dicembre 2008, n. 21. Essa è costituita da Regione Umbria, Comune di Perugia, Comune di Orvieto e Fondazione Perugia.
Nel 2017 viene approvata in definitiva la legge che inserisce il festival Umbria Jazz tra le manifestazioni musicali e operistiche di assoluto rilievo internazionale. Il provvedimento stabilisce un contributo straordinario di un milione di euro all’ anno alla Fondazione Umbria Jazz, affiancandola in tal modo alla Fondazioni Rossini Opera Festival, al Festival Pucciniano di Torre del Lago, al Festival dei due Mondi di Spoleto e alla Fondazione Ravenna Manifestazioni, Romaeuropa Festival e la Fondazione Teatro Regio di Parma.
La Fondazione di Partecipazione Umbria Jazz, ha l’intento di assicurare la continuità degli eventi realizzati sotto l’egida di Umbria Jazz e si propone di realizzare tutte le iniziative ritenute necessarie a sostenere ed incrementare lo sviluppo e la diffusione della stessa, favorendo il coinvolgimento e la partecipazione di soggetti ed enti pubblici e privati. Inoltre, attraverso l'organizzazione di eventi all’estero e Festival di fama mondiale, la Fondazione contribuisce a diffondere la passione per il jazz, l’alfabetizzazione musicale e a contribuire alla promozione del territorio e dell’ecosistema turistico umbro.
Dal 2019 Renzo Arbore è Presidente Onorario della Fondazione di Partecipazione Umbria Jazz.

## La direzione artistica
L'attuale direttore artistico di Umbria Jazz è Carlo Pagnotta, fondatore del Festival e Cavaliere al Merito della Repubblica Italiana (dal 2006).
Le scelte artistiche risultano trasversali: da un lato il jazz, dal più puro alle contaminazioni, la musica brasiliana e la musica nera (blues, gospel, soul, zydeco, marching band, rhythm 'n' blues) dall'altro vi sono spesso sconfinamenti nella musica rock, pop e alternativa. In tale ottica vanno viste anche le esibizioni di artisti come Jeff Beck, Thom Yorke, David Byrne, Kraftwerk, Mika, Elton John, Carlos Santana, James Brown, Donna Summer, Eric Clapton, Earth, Wind & Fire, Simply Red, Bob Dylan e B.B. King.

## Artisti che hanno partecipato a Umbria Jazz
Di seguito vengono ricordati, in ordine alfabetico, alcuni fra gli artisti che dal 1973 si sono esibiti a Umbria Jazz. Fra parentesi sono indicate le edizioni a cui l'artista ha partecipato.
- Alex Britti (2019)
- Alicia Keys (2008)
- Al Jarreau (1986, 1996, 2005, 2007, 2012, 2014)
- Archie Shepp (1986)
- Art Blakey (1976)
- Battista Lena (1997)
- B.B. King (1982, 1993, 2004, 2009, 2011)
- Ben Harper (2023)
- Benjamin Clementine (2018)
- Benny Green (1994, 2017, 2019)
- Bill Evans (1974, 1978)
- Bill Frisell (2023)
- Bob Dylan (1999, 2023)
- Bobby McFerrin (1992)
- Brad Mehldau (1999, 2001, 2005, 2006, 2008, 2016, 2023)
- Brandee Younger (2023)
- Branford Marsalis (2011, 2013, 2016, 2023)
- Burt Bacharach (2009)
- Buddy Rich (1978)
- Caetano Veloso (1993, 1994, 1995, 1998, 2003, 2018)
- Carla Bley (1978, 1996, 1998, 2002, 2006, 2008)
- Carlos Santana (1988, 2006, 2011)
- Carmen McRae (1989, 2002)
- Caro Emerald (2011)
- Cedar Walton (1976)
- Cecil Taylor (1975, 2009)
- Charles Mingus (1974, 1975)
- Charles Lloyd (2019, 2022, 2024)
- Charlie Haden (2002)
- Chet Baker (1975)
- Chiara Civello (2008)
- Chic (gruppo musicale) (2024)
- Chick Corea (1992, 2002, 2003, 2006, 2009, 2010, 2012, 2013, 2015, 2016, 2019)
- Christone "Kingfish" Ingram (2022)
- Christian McBride (2016, 2017, 2019, 2022)
- Chucho Valdés (2011, 2017, 2024)
- Cimafunk (2022)
- Cory Wong (2022)
- Count Basie (1975)
- Craig David (2005)
- Dado Moroni (2017, 2019, 2021, 2022, 2023)
- Danilo Rea (2018, 2019, 2020, 2022, 2023)
- Dario Cecchini (2023)
- Dario Chiazzolino (2007)
- David Byrne (2018)
- David Virelles (2023)
- Debbie Harry (1997)
- Dee Dee Bridgewater (1973, 1992, 2004, 2022)
- Dexter Gordon (1987)
- Diana Krall (2013, 2019, 2022)
- Dionne Warwick (2007)
- Dizzy Gillespie (1976, 1984, 1989)
- Earth, Wind & Fire (2003)
- Elton John (2005)
- Emmet Cohen (2021)
- Enrico Pieranunzi (1976, 1985, 1991, 2000, 2004, 2008, 2009, 2023)
- Enrico Rava (1999, 2000, 2001, 2003, 2010, 2012, 2016, 2017, 2019, 2020, 2021, 2022, 2023)
- Enzo Pietropaoli (2002, 2022)
- Eric Clapton (1997, 2006)
- Erykah Badu (2012)
- Ethan Iverson (2018, 2019, 2021, 2022)
- Fabrizio Bosso (varie edizioni, 2023)
- Fabrizio Sferra (varie edizioni, 2023)
- Flavio Boltro (2019, 2023)
- Francesco Cafiso (2004, 2005, 2009)
- Fred Hersch (2019, 2021, 2022)
- Freddy Hubbard (1978)
- Funk Off (2003, 2004, 2005, 2006, 2007, 2008, 2009, 2010, 2011, 2012, 2013, 2014, 2015, 2016, 2017, 2018, 2019, 2021, 2022, 2023)
- Gabriele Mirabassi (1990, 2008, 2010, 2013, 2017, 2018, 2019, 2022)
- Gary Burton (1999, 2000, 2002, 2006)
- Gato Barbieri (2001)
- George Benson (1986, 2005, 2007, 2009, 2019)
- George Coleman (1976)
- Gerry Mulligan (1974, 1988)
- Gilberto Gil (1994, 1998, 2003, 2011, 2013, 2018, 2022)
- Gil Evans (1974, 1987, 1988)
- Gianluca Petrella (varie edizioni, 2022, 2023)
- Gino Paoli (2009, 2017, 2018,2019)
- Gregory Porter (2018)
- Herbie Hancock (1983, 1988, 1991, 1996, 2002, 2003, 2006, 2008, 2010, 2011, 2012, 2013, 2015, 2022, 2023)
- Horace Silver (1976)
- Immanuel Wilkins (2022)
- Incognito (2022)
- Jacob Collier (2016, 2017)
- James Brown (2003, 2004, 2006)
- James Taylor (1999, 2009)
- Jamie Cullum (2008, 2017, 2022)
- Jeff Beck (2022)
- Jim Hall (1996, 2005)
- João Gilberto (1996, 2003)
- Joe Bonamassa (2023)
- Joe Pass (1991)
- Joey Baron (2023)
- John Legend (2015)
- John Lewis (2000)
- John Patitucci (2017, 2019, 2023)
- John Scofield (1987, 2002, 2016)
- Johnny Depp (2022)
- Joshua Redman (2015, 2018)
- Joss Stone (2022)
- Kamasi Washington (2016, 2019)
- Kenny Barron (1999, 2017, 2019, 2023)
- Keith Jarrett (1974, 1996, 1999, 2000, 2003, 2007, 2013)
- King Crimson (2019)
- Kurt Elling (2016, 2018, 2022)
- Kyle Eastwood (2018, 2023)
- Lady Gaga (2015)
- Lauryn Hill (2019)
- Liza Minnelli (2011)
- Lee Konitz (1978, 1998, 2003)
- Lionel Hampton (1978, 1993)
- Manhattan Transfer (1987, 2004, 2010)
- Manu Katché (2019)
- Marc Ribot (varie edizioni, 2023)
- Marco Bardoscia (2022
- Mario Rosini (1990)
- Mark Lettieri (2022)
- Massimo Ranieri (2016)
- Massive Attack (2018)
- Max Gazzè (2019)
- McCoy Tyner (1975, 1978)
- Melody Gardot (2016, 2018)
- Mika (2016, 2023)
- Milt Jackson (1995)
- Michel Camilo (2010, 2011, 2019)
- Michel Petrucciani (1991, 1992, 1993, 1995, 1996)
- Miles Davis (1984, 1985, 1987, 1989)
- Miriam Makeba (2002)
- Natalie Cole (2000)
- Nduduzo Mahkathini (2023)
- Nicola Mingo (1994, 2011)
- Nick Mason (2019)
- Nile Rodgers(2024)
- Olivia Trummer (2022, 2023)
- Ornette Coleman (1991, 1998, 2000, 2003, 2007)
- Oscar Peterson (2005)
- Paolo Conte (2015, 2019 ,2023)
- Paolo Fresu (2013, 2014, 2018, 2019, 2021, 2022, 2023)
- Pasquale Grasso (2022)
- Pat Martino (2002, 2008)
- Pat Metheny (1994, 1999, 2002, 2006, 2007, 2010, 2016, 2018)
- Pedro Martins (2022)
- Perigeo (1973)
- Piero Bassini (1977, 1978, 1979)
- Phil Collins (1996)
- Pino Daniele (1988, 1992, 2006, 2013)
- Prince (2011)
- Quincy Jones (2018)
- Raye (2024)
- R.E.M. (2008)
- Renato Sellani (2005, 2008, 2009)
- Richard Galliano (1996, 1997, 1999, 2000, 2003, 2005)
- Richard Bona (2019)
- Rita Marcotulli (varie edizioni, 2022, 2023)
- Rhiannon Giddens (2023)
- Roy Hargrove (1989, 2000, 2010, 2018)
- Robben Ford (2019)
- Sarah Vaughan (1976, 1984)
- Samara Joy (2021, 2022, 2023)
- Sergio Cammariere (2018)
- Simply Red (2009)
- Snarky Puppy (2015, 2019, 2023)
- Somi (2023)
- Stan Getz (1987, 1990)
- Stefano Bollani (2000, 2002, 2003, 2008, 2009, 2010, 2012, 2013, 2014, 2016, 2017, 2018, 2020, 2021,2023)
- Stewart Copeland (2023)
- Stevie Ray Vaughan (1985)
- Sting (1987, 2012)
- Sun Ra and his Interstellar Galactic Arkestra (1973)
- Shiva (2020)
- Shorty Rogers (1985)
- Sonny Rollins (1996, 1998, 2005, 2007, 2010, 2012)
- Terence Blanchard (2013, 2022 con Herbie Hancock)
- The Chainsmokers (2018)
- Thom Yorke (2019)
- Tom Jones (2022)
- Tony Bennett (1996, 1998, 2007, 2010, 2015)
- Toto (gruppo musicale) (2024)
- Van Morrison (2003)
- Vanessa Tagliabue Yorke (2023)
- Veronica Swift (2019)
- Vinicio Capossela (2001, 2024)
- Wayne Shorter (1991, 1992, 2002, 2006, 2011, 2012, 2015, 2017)
- Weather Report (1973, 1984)
- Wynton Marsalis (1987, 1999, 2009, 2013, 2016, 2021)

## Riconoscimenti
- 2016 - China Awards 2016 - Premio Capital Elite come Manifestazione culturale italiana in Cina per Umbria Jazz Chengdu[9]
- 2018 - Premio speciale Targa Mei Musicletter come Miglior festival musicale italiano[10]
- 2022 - Italy's Best Customer Service 2022/2023 nella categoria Festival musicali[11]
- 2023 - Italy's Best Customer Service 2023/2024 nella categoria Festival musicali[12]